# Турия (река в Испания)
Турия (на испански: Turia) е река в Източна Испания (автономни области Арагон, Кастилия-Ла Манча и Валенсия), вливаща се в Средиземно море. Дълга е 280 km, а площта на водосборния ѝ басейн е 6394 km².

## Географска характеристика
Река Турия води началото си под името Гуадалявяр на 1603 m н.в. от най-високите части на планината Серания де Куенка, на 2 km северозападно от градчето Гуадалявяр, в югозападната част на провинция Теруел, автономна област Арагон. В горното и средното си течение е типична карстова река, течаща в поредица от тесни дефилета и малки долинни разширения между планината Серания де Куенка на югозапад и Иберийските планини на североизток. До град Теруел тече на изток под името Гуадалявяр, след което вече под името Турия завива на юг, а след това на югоизток. При град Педралба излиза от планините и пресича средната част на Валенсийската равнина. Влива се във Валенсийския залив на Средиземно море в чертите на град Валенсия.
Водосборният басейн на Турия обхваща площ от 6394 km², но като цяло, е със слабо развита речна мрежа. На изток, юг и югозапад водосборният басейн на Турия граничи с водосборните басейни на реките Михарес, Палансия Хукар и други по-малки, вливащи се директно в Средиземно море, на северозапад – с водосборния басейн на река Тахо (от басейна на Атлантическия океан), а на север – с водосборните басейни на реките Халон и Гуадалопе (десни притоци на Ебро). Основен приток на реката е Алфрамба (ляв, 99 km).
Река Турия има предимно дъждовно подхранване и ясно изразено зимно пълноводие, когато нивото ѝ се покачва с няколко метра и в миналото, преди коритото ѝ в долното течение да бъде обезопасено с водозащитни диги е причинявала големи наводнения (последно през 1957 г.). През лятото и есента реката е маловодна, но много често явление са епизодичните прииждания през този период в резултат от поройни дъждове във водосборния ѝ басейн. Средният годишен отток в долното ѝ течение е около 20 m³/sec.

## Стопанско значение, селища
Река Турия има важно хидроенергийно и иригационно значение. По течението ѝ са изградени няколко язовира, като в основата на преградните им стени действат ВЕЦ-ове. Във Валенсийската равнина водите ѝ се използват за напояване. Най-големите селища по течението ѝ са градовете Теруел (в горното течение) и Валенсия (в устието).